# Данбар, Эйнсли
Эйнсли Томас Данбар (англ. Aynsley Thomas Dunbar; 10 января 1946, Ливерпуль, Англия) — британский барабанщик. Известен по сотрудничеству со многими именитыми исполнителями, такими, как Джон Мэйол, Фрэнк Заппа, Лу Рид, Jefferson Starship, Джефф Бэк, Дэвид Боуи, Whitesnake, Sammy Hagar, UFO, Journey и другие.
Родился 10 января 1946 года в Ливерпуле, Англия. На своем инструменте начал тренироваться в 11 лет и уже спустя некоторое время он оказался в кругу местных джазовых музыкантов. В первую профессиональную группу Leo Rutherford Эйнсли попал в 15 лет.

## Дискография
Aynsley Dunbar Retaliation
- The Aynsley Dunbar Retaliation (1968)
- Doctor Dunbar’s Prescription (1969)
- To Mum, From Aynsley & The Boys (1969)
- Remains To Be Heard (1970)

Blue Whale
- Blue Whale (1971)

John Mayall & Bluesbreakers
- A Hard Road (1967)
- Looking Back (1969)
- So Many Roads (1969)
- Thru The Years (1971)

Frank Zappa и The Mothers of Invension
- Chunga's Revenge (1970)
- Fillmore East - June 1971 (1971)
- 200 Motels (1971)
- Just Another Band from L.A. (1972)
- Waka/Jawaka (1972)
- The Grand Wazoo (1972)
- Apostrophe (') (1974)
- Playground Psychotics (1992)
- Joe's Domage (2004)

David Bowie
- Pin Ups (1973)
- Diamond Dogs (1974)

Lou Reed
- Berlin (1973)

Mick Ronson
- Slaughter on 10th Avenue (1974)
- Play Don't Worry (1975)

Journey
- Journey (1975)
- Look Into The Future (1976)
- Next (1977)
- Infinity (1978)

Sammy Hagar
- Nine on a Ten Scale (1976)

Jefferson Starship
- Freedom at Point Zero (1979)
- Modern Times (1981)
- Winds of Change (1982)

Whitesnake
- Whitesnake (1987)

UFO
- Covenant (2000)
- Sharks (2002)

Jake E. Lee
- Retraced (2005)